# Сглаживающий фильтр
Сгла́живающий фильтр — устройство для сглаживания пульсаций после выпрямления переменного тока.
Простейшим сглаживающим фильтром является электролитический конденсатор большой ёмкости, включённый параллельно нагрузке. Нередко параллельно электролитическому конденсатору устанавливается плёночный (или керамический) с малой паразитной последовательной индуктивностью, ёмкостью в доли или единицы микрофарад, для устранения высокочастотных и импульсных помех (сам электролитический конденсатор плохо фильтрует высокочастотные помехи из-за большой паразитной индуктивности).

## Общие сведения
В любой схеме выпрямления на выходе выпрямленное напряжение помимо постоянной составляющей содержит переменную, называемую пульсацией напряжения. Пульсация напряжения столь значительна, что непосредственно питание нагрузки от выпрямителя возможно относительно редко (при зарядке аккумуляторных батарей, для питания цепей сигнализации, электродвигателей и т. д.) — там, где приёмник энергии не чувствителен к переменной составляющей выпрямленного напряжения. Пульсация напряжения резко ухудшает, а чаще вообще нарушает работу радиоэлектронных устройств. Для уменьшения переменной составляющей выпрямленного напряжения, то есть, для ослабления пульсации, между выпрямителем и нагрузкой устанавливается сглаживающий фильтр, который обычно состоит из реактивных сопротивлений (то есть тех, которые включают в себя индуктивность и ёмкость). Такой фильтр действует как фильтр нижних частот, обрезая высшие гармоники.
Переменная составляющая выпрямленного напряжения в общем случае представляет собой совокупность ряда гармоник с различными амплитудами, сдвинутых по отношению к первой на разные углы (см. Ряд Фурье). При этом первая гармоника имеет амплитуду, во много раз превосходящую амплитуды высших гармоник. В зависимости от назначения аппаратуры предъявляют различные требования к величине и характеру пульсации выпрямленного напряжения. Чаще всего для радиотехнической аппаратуры качество сглаживания характеризуется величиной максимально допустимой амплитуды переменной составляющей. В этом случае фильтры рассчитывают на максимальное подавление основной гармоники.

## Псофометрический коэффициент помех
При оценке помех, проникающих из цепей питания в телефонные каналы, необходимо учитывать не только амплитуду напряжения данной гармоники, но и такой параметр, как частота. Это объясняется тем, что микротелефонные цепи и ухо человека обладают различной чувствительностью к колебаниям разной частоты, даже если их амплитуда одинакова. В связи с этим вводят понятие псофометрического коэффициента помех {\displaystyle a_{k}}, который зависит от частоты и величина которого определяется экспериментально с учётом микротелефона и человеческого уха.
Эффективное значение псофометрического напряжения пульсации {\displaystyle U} на выходе выпрямителя будет равно:
{\displaystyle U={\sqrt {0,5[(U_{01m}\cdot a_{1})^{2}+(U_{02m}\cdot a_{2})^{2}+...+(U_{0km}\cdot a_{k})^{2}]}},}
где {\displaystyle a_{1}...,a_{k}} — псофометрические коэффициенты для соответствующих гармоник;
{\displaystyle U_{1}...,U_{k}} — амплитуды соответствующих гармоник выпрямленного напряжения.

## Коэффициент сглаживания
Основным параметром сглаживающих фильтров является коэффициент сглаживания, которым называется отношение коэффициента пульсации на входе {\displaystyle (K_{Bx})} к коэффициенту пульсации на выходе {\displaystyle (K_{H}),} то есть на нагрузке:
{\displaystyle K_{C}=K_{Bx}/K_{Ha}=}{\displaystyle (U_{01m}/U_{0})/(U_{H1m}/U_{H}),}
где {\displaystyle U_{01m},\ U_{H1m}} — амплитуды первой гармоники напряжений на входе и выходе фильтра соответственно;
{\displaystyle U_{0},\ U_{H}} — постоянные составляющие напряжений на входе и выходе фильтра.

## Виды сглаживающих фильтров

### Индуктивный сглаживающий фильтр
Индуктивный фильтр состоит из дросселя, включённого последовательно с нагрузкой. Сглаживающее действие такого фильтра основано на возникновении в дросселе ЭДС самоиндукции, препятствующей изменению выпрямленного тока.
Дроссель выбирается так, чтобы индуктивное сопротивление его обмотки ({\displaystyle X_{L}=m\omega _{c}L}) было больше сопротивления нагрузки {\displaystyle R_{H}.} При выполнении этого условия большая часть переменной составляющей падает на обмотке дросселя. На сопротивлении нагрузки выделяется в основном постоянная составляющая выпрямленного напряжения {\displaystyle U_{0}} и переменная составляющая, величина которой намного меньше переменной составляющей напряжения, падающего на обмотке дросселя.
Коэффициент сглаживания такого фильтра равен:
{\displaystyle K_{C}={\frac {\sqrt {R_{H}^{2}+(m\omega _{c}L)^{2}}}{R_{H}}},}
где {\displaystyle R_{H}} — сопротивление нагрузки;
{\displaystyle L} — индуктивность обмотки дросселя;
{\displaystyle \omega _{c}} — угловая частота;
{\displaystyle m} — коэффициент, зависящий от схемы выпрямителя и показывающий, во сколько раз частота основной гармоники выпрямленного напряжения больше частоты тока сети.

### Ёмкостной сглаживающий фильтр

Ёмкостной сглаживающий фильтр.
— фильтрующий конденсатор, — сопротивление нагрузки.

Ёмкостной фильтр обычно анализируют не отдельно, а совместно с выпрямителем. Его сглаживающее действие основано на накоплении электрической энергии в электростатическом поле конденсатора и его разряде при отсутствии тока через вентили выпрямителя в моменты времени, когда мгновенное напряжение на выходе выпрямителя ниже напряжения на конденсаторе, через сопротивление нагрузки {\displaystyle (R)}.
Конденсатор имеет реактивное сопротивление:
{\displaystyle X_{C}=1/(\omega \cdot C),}
где {\displaystyle C} — электрическая ёмкость конденсатора.
Коэффициент сглаживания такого фильтра будет следующим:
{\displaystyle K_{C}={\frac {K_{1}}{K_{2}}}={\frac {\left({\frac {2}{m^{2}-1}}\right)}{\left({\frac {H}{rC}}\right)}},}
где {\displaystyle K_{1}} — коэффициент пульсаций на входе выпрямителя при отсутствии конденсатора;
{\displaystyle K_{2}} — коэффициент пульсаций на выходе выпрямителя при наличии конденсатора.
При увеличении {\displaystyle m} коэффициент сглаживания индуктивного фильтра увеличивается, а ёмкостного уменьшается. Поэтому ёмкостной фильтр выгодно применять при выпрямлении однофазных, а индуктивный при выпрямлении многофазных токов.
При увеличении {\displaystyle R_{H}} сглаживающее действие ёмкостного фильтра увеличивается, а индуктивного уменьшается. Поэтому ёмкостной фильтр выгодно применять при малых, а индуктивный фильтр — при больших токах нагрузки.

### LC-фильтр
Наиболее широко используют Г-образный индуктивно-ёмкостной фильтр. Для сглаживания пульсаций таким фильтром необходимо, чтобы ёмкостное сопротивление конденсатора для низшей частоты спектра пульсации было много меньше сопротивления нагрузки, а также много меньше индуктивного сопротивления дросселя для первой гармоники.
При выполнении этих условий, пренебрегая активным сопротивлением дросселя, коэффициент сглаживания такого Г-образного фильтра будет равен:
{\displaystyle K_{c}=m^{2}\omega _{c}^{2}LC-1.}
Так как {\displaystyle 1/{\sqrt {LC}}=\omega _{0}} — собственная частота фильтра, то
{\displaystyle K_{c}=(m\omega _{c}/\omega _{0})^{2}-1.}
Одним из основных условий выбора {\displaystyle L} и {\displaystyle C} является обеспечение индуктивной реакции фильтра. Такая реакция необходима для большей стабильности внешней характеристики выпрямителя, а также в случаях использования в выпрямителях германиевых, кремниевых или газоразрядных вентилей.
Для обеспечения индуктивного импеданса необходимо выполнение неравенства:
{\displaystyle L>2R_{H}/(m^{2}-1)m\omega _{c}.}
При проектировании фильтра необходимо также обеспечить такое соотношение реактивных сопротивлений дросселя и конденсатора, при которых не мог бы возникнуть резонанс на частоте пульсаций выпрямленного напряжения и частоте изменения тока нагрузки.

П-образный LC-фильтр.

П-образный {\displaystyle LC} фильтр можно представить в виде двухзвенного, состоящего из ёмкостного фильтра с ёмкостью {\displaystyle C_{0}} и Г-образного с {\displaystyle L} и {\displaystyle C_{1}}.
Коэффициент сглаживания такого фильтра будет равен:
{\displaystyle K_{c}=}{\displaystyle 2rC_{0} \over (m^{2}-1)H}{\displaystyle (m^{2}\omega _{c}^{2}LC_{1}-1).}
В П-образном фильтре наибольшей величины коэффициент сглаживания достигает при равенстве ёмкостей {\displaystyle C_{1}=C_{0}.}
При необходимости обеспечения большого коэффициента сглаживания целесообразно применение многозвенного фильтра, — фильтра, составленного из двух и более однозвенных фильтров. Коэффициент сглаживания такого фильтра будет равен:
{\displaystyle K_{c}=}{\displaystyle K_{c1}\cdot K_{c2}\cdot K_{c3}\cdot ...\cdot K_{cn},}
то есть, общий коэффициент сглаживания будет равен произведению коэффициентов сглаживания всех последовательно соединённых фильтров.
Если все звенья фильтра состоят из одинаковых элементов ({\displaystyle C_{1}=C_{2}=\cdot =C_{n}} и {\displaystyle L_{1}=L_{2}=\cdot =L_{n}}), что практически наиболее целесообразно, то:
{\displaystyle K_{c1}=K_{c2}=\cdot =K_{cn}} и {\displaystyle K_{c}=K_{zv}^{n}=(m\omega _{c})^{2n}(L_{zv}C_{zv})^{n},}
где {\displaystyle K_{zv}} — коэффициент сглаживания каждого звена;
{\displaystyle C_{zv}},{\displaystyle L_{zv}} — соответственно индуктивность и ёмкость каждого звена;
{\displaystyle n} — число звеньев.

### RC-фильтр
В выпрямителях малой мощности в некоторых случаях применяют фильтры, в состав которого входит активное сопротивление и ёмкость. В таком фильтре относительно велико падение напряжения и потери энергии на резисторе {\displaystyle R}, но габариты и стоимость такого фильтра меньше, чем индуктивно-ёмкостного.
Коэффициент сглаживания такого фильтра будет равен:
{\displaystyle K_{c}=}{\displaystyle mw_{c}CR}{\displaystyle R_{H} \over R_{H}+R.}
Значение сопротивления фильтра {\displaystyle R} определяется исходя из оптимальной величины его коэффициента полезного действия. Оптимальное значение КПД лежит в пределах от 0,6 до 0,8.
Расчёт П-образного активно-ёмкостного фильтра производится так, как и в случае П-образного LC-фильтра, путём разделения этого фильтра на ёмкостной и Г-образный RC-фильтры.

## Сглаживающий реактор
Статическое электромагнитное устройство, предназначенное для использования его индуктивности в электрической цепи с целью уменьшения содержания высших гармоник (пульсаций) в выпрямленном токе. Применяется на тяговых подстанциях постоянного тока, на электроподвижном составе (электровозы, электропоезда) переменного тока. Сглаживающий реактор обычно соединяется последовательно с выпрямителем, таким образом, через него протекает весь ток нагрузки.